# Popis stanovništva u Bosni i Hercegovini 1921.
Popis stanovništva u Bosni i Hercegovini je izvršen 1921. godine, po prvi put od strane vlasti Kraljevine Srba, Hrvata i Slovenaca. Po popisu stanovništva na površini od 51.200 km2, 1921. godine u Bosni i Hercegovini živjelo je 1.890.440 stanovnika. 
- Broj stanovnika: 1.890.440
- Broj stanovnika ženskog spola: 924.231 ( -41.978)
- Broj stanovnika muškog spola: 966.209
- Broj žena u odnosu prema broju muškaraca 957 : 1000
- Broj domaćinstava: -
- Veličina prosječnog domaćinstva: - članova/domaćinstvu
- Gustoća naseljenosti: 36.9 stanovnika/km2
- Prosječna starost žena: - godina
- Prosječna starost muškaraca: - godina

## Ukupni rezultati po nacionalnoj osnovi
U popisu iz 1921. godine, samo su Srbi, Hrvati i Slovenci priznati kao autohtoni narodi ili tri plemena jednog naroda, te su jedino oni predstavljali moguće opcije za nacionalnu pripadnost. Rezultat je bio da je veliki dio muslimanskog stanovništva jednostavno ostavio nepopunjeno polje za nacionalnu pripadnost, no treba uzeti u obzir da taj dio podpada pod ostale kojih ukupno ima 8.236 te je izvjesno da su se izjašnjavali ili kao Srbi ili Hrvati.
| okrug      | ukupno    | Srbi / Hrvati | Slovenci | Česi / Slovaci | Rusini | Poljaci | Rusi  | Mađari | Nijemci | Arnauti | Turci | Rumunji / Cincari | Talijani | ostali |
| Banja Luka | 423,096   | 389,988       | 1,203    | 2,423          | 7,941  | 9,582   | 485   | 774    | 7,815   | 79      | 63    | 752               | 1,099    | 892    |
| Bihać      | 216,973   | 215,925       | 263      | 182            | 10     | 93      | 6     | 49     | 321     | 21      | 2     | 9                 | 18       | 74     |
| Mostar     | 265,998   | 263,644       | 415      | 233            | 23     | 70      | 628   | 64     | 303     | 50      | 22    | 2                 | 70       | 474    |
| Sarajevo   | 287,214   | 271,756       | 1,590    | 2,146          | 44     | 483     | 910   | 601    | 3,252   | 246     | 115   | 89                | 279      | 5,703  |
| Travnik    | 280,699   | 277,265       | 585      | 693            | 53     | 254     | 194   | 176    | 1,225   | 38      | 12    | 24                | 59       | 121    |
| Tuzla      | 416,460   | 408,059       | 626      | 700            | 75     | 223     | 413   | 913    | 3,555   | 192     | 17    | 458               | 237      | 992    |
| ukupno     | 1,890,440 | 1,826,657     | 4,682    | 6,377          | 8,146  | 10,705  | 2,636 | 2,577  | 16,471  | 626     | 231   | 1,334             | 1,762    | 8,236  |